# Duke Garwood
Duke Garwood (nacido 1969) es un multiinstrumentista inglés residente en Londres.

## Biografía
Duke Garwood ha publicado seis álbumes de estudio: Holy Week, Emerald Palace, The Sand That Falls, Dreamboatsafari, Heavy Love y Garden of Ashes.
También tocó la guitarra en el sencillo "Perpetual Dawn" de The Orb, apareció en los dos primeros álbumes (Fur y Derdang Derdang) de la banda de rock inglesa Archie Bronson Outfit en clarinete y rhaita (un instrumento de lengüeta marroquí), y más recientemente tocó la guitarra en el álbum Blues Funeral de Mark Lanegan y el clarinete en el álbum Silence Yourself de Savages, entre muchas otras apariciones especiales.
En 2011, Garwood colaboró con el artista Shezad Dawood en el concierto 'New Dream Machine Project', que reanudó la grabación de 1968 de Brian Jones de The Rolling Stones y Master Musicians of Jajouka. La nueva generación de "Master Musicians" y Garwood recrearon ese momento alrededor de la Dreamachine de tres metros de altura, inventada originalmente por Brion Gysin y creada para la ocasión por Dawood.
En febrero de 2013, Ipecac Recordings y Heavenly Recordings anunciaron la firma de Duke Garwood y Mark Lanegan. Lanegan describió a Garwood como "uno de sus artistas favoritos de todos los tiempos" y trabajar con él como "una de las mejores experiencias de su vida discográfica". Su álbum de colaboración debut, Black Pudding, fue lanzado en mayo de 2013.
Después de una exitosa colaboración con Mark Lanegan, Heavenly anunció que había firmado con Garwood en noviembre de 2014 y que su próximo álbum en solitario, Heavy Love, se lanzaría a través del sello el 9 de febrero de 2015. En la gira estadounidense de 2017 de Lanegan, Garwood actuó como telonero y como acompañante en la banda de Lanegan.

## Discografía
- 2005: Holy Week
- 2006: Emerald Palace
- 2009: The Sand That Falls
- 2011: Dreamboatsafari
- 2015: Heavy Love
- 2017: Garden of Ashes